# Geofon

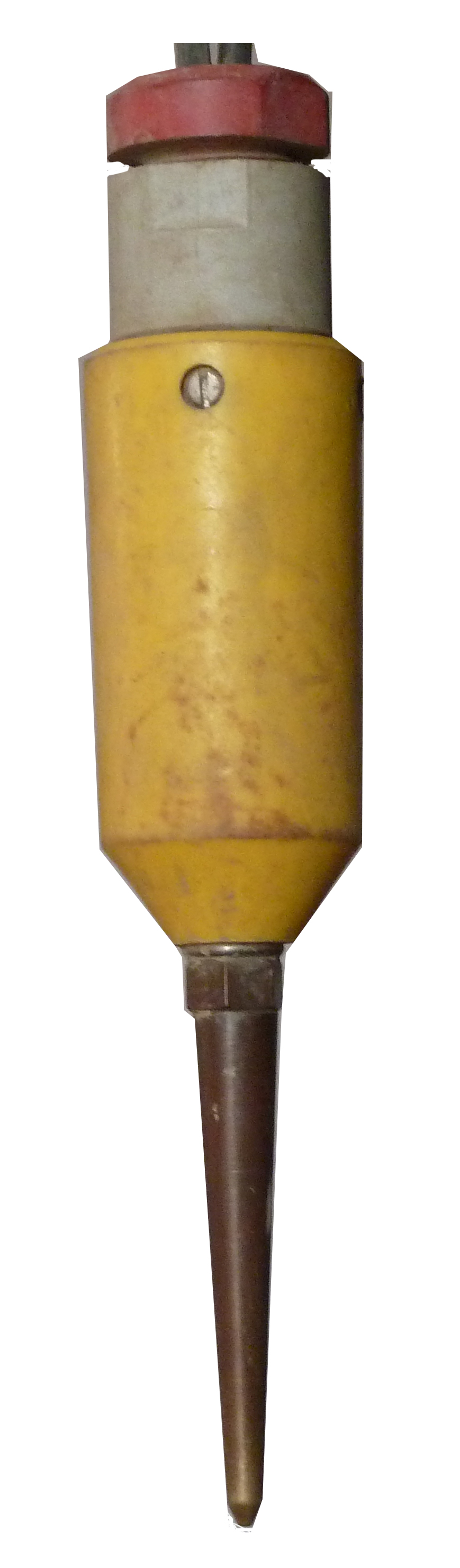
Geofon

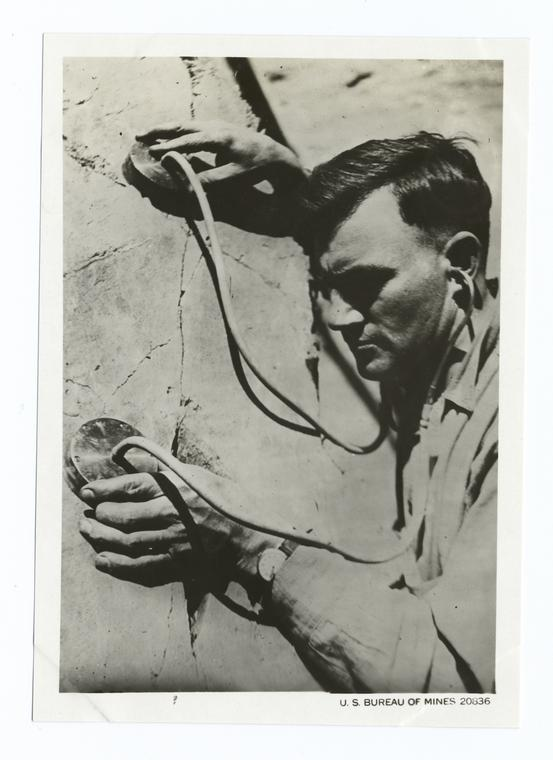
En geotekniker som använder en geofon

Geofon är ett instrument som omvandlar vibration i marken till elektrisk spänning.
En geofon är ett analogt instrument, vilket typiskt innehåller en fjädermonterad spole som rörde sig inom ett fält av en fast monterad magnet. Detta genererar en elektrisk signal. Avvikelser i uppmätt volttal från en baslinje analyseras för att ge information om markens skakning. Signalen från en sådan geofon är proportionell till markens rörelsehastighet.
Det finns också senare konstruerade instrument för mätning av markskakning, som är accelerometrar baserade på teknologi för mikroelektromekaniska system.

## Användning
Geofoner i och omkring en gruva registrerar dessa vågor som utbreder sig i berggrunden efter en seismisk händelse. Av dessa beräknas lokalisering och magnitud. I Malmberget och Kiruna har LKAB år 2020 omkring 200 geofoner utplacerade i vardera tätorten. Antal utökas efter hand som brytningen sker på större djup.
Analoga geofoner är mycket känsliga instrument som kan ge utslag också för avlägsna skakningar. Dessa svaga signaler kan drunkna av starkare signaler från lokala seismiska händelser, men det är möjligt att använda de svaga signalerna från stora med avlägsna händelser genom att jämföra många signaler i ett nätverk av geofoner. Signaler som registreras endast i någon eller ett fåtal geofoner kan då avfärdas som icke-önskade signaler från lokala händelser, medan det kan antagas att svaga signaler som registreras uniformt av alla geofoner i ett nätverk kan hänföras till avlägsna, signifikanta seismiska händelser.